# Feneș (okręg Caraș-Severin)
Feneș – wieś w Rumunii, w okręgu Caraș-Severin, w gminie Armeniș. W 2011 roku liczyła 599 mieszkańców. 